# Mbip
Mbip est un village de la commune de Mbe situé dans la région de l'Adamaoua et le département de la Vina au Cameroun.

## Population
En 2014, Mbip comptait 1 024 habitants dont 737 hommes et 833 femmes. En termes d'enfants, le village comptait 110 nourrissons (0-35 mois), 173 nourrissons (0-59 mois), 65 enfants (4-5 ans), 240 enfants (6-14 ans), 189 adolescents (12-19 ans), 355 jeunes (15-34 ans).

## Ressources naturelles
Un puits fonctionnel pour accéder à l'eau est présent au sein du village.

## Éducation
216 élèves dont 111 filles et 105 garçons vont à l'école de Djett. Trois enseignants dont un maître parents et deux contractuels donnent les cours aux enfants.